# Sự kiện UFO Manises
Sự kiện UFO Manises xảy ra vào ngày 11 tháng 11 năm 1979, buộc một chuyến bay thương mại của công ty Tây Ban Nha mang tên Transportes Aéreos Españoles, với 109 hành khách, phải hạ cánh khẩn cấp xuống sân bay Manises ở Valencia, Tây Ban Nha, khi họ đang bay qua Ibiza. Đây được coi là trường hợp nhìn thấy UFO nổi tiếng nhất ở Tây Ban Nha.

## Diễn biến

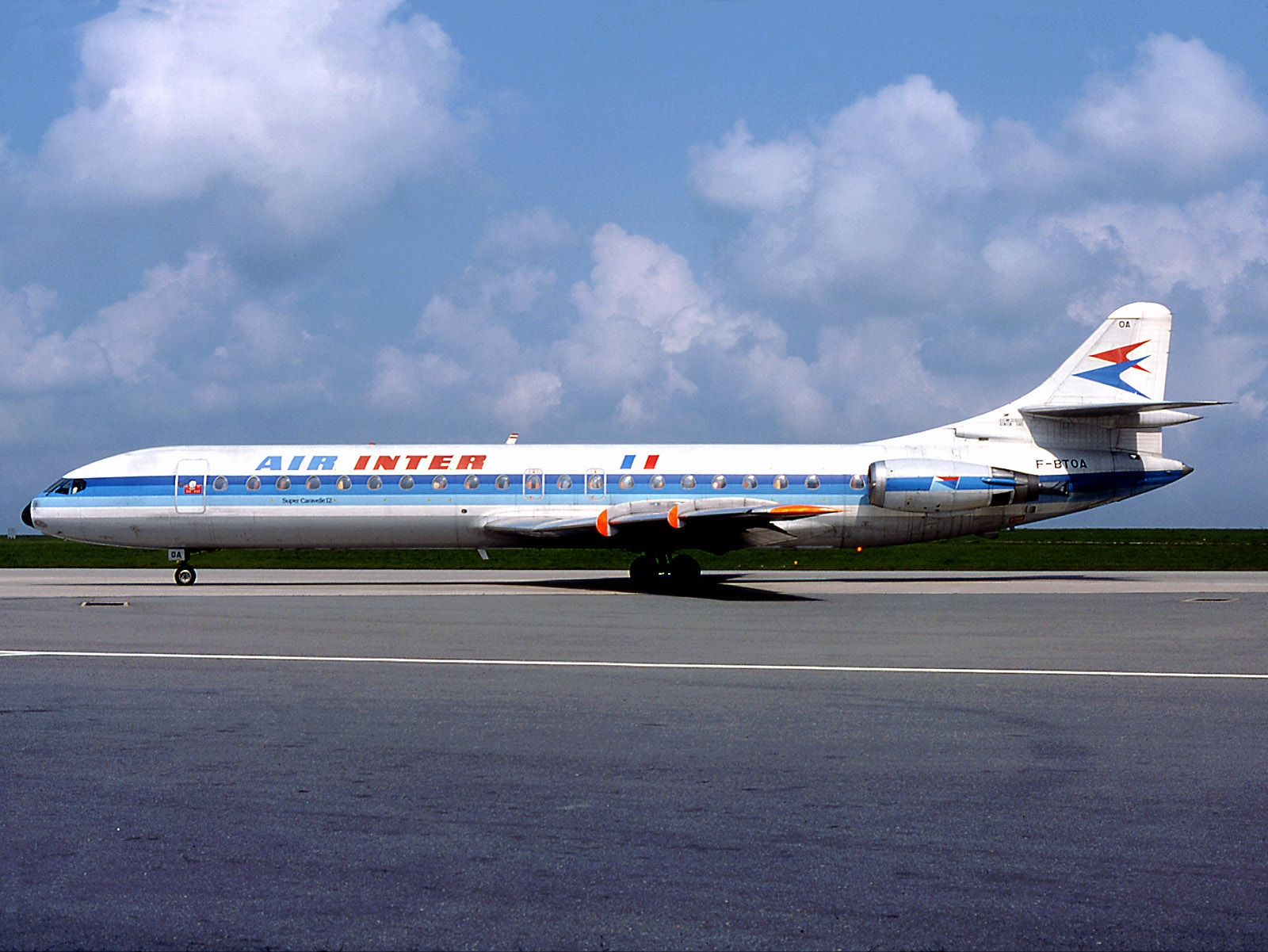
Super Caravelle SE-210 của hãng hàng không Pháp nay không còn tồn tại Air Inter 1980

Supercaravelle TAE là máy bay đầu tiên liên quan đến vụ việc. Chuyến bay JK-297 đã cất cánh từ Salzburg (Áo) với 109 hành khách trên máy bay, và dừng lại tiếp nhiên liệu trên đảo Mallorca trước khi lên đường tới Las Palmas.
Đang bay được nửa chặng đường, vào khoảng 23 giờ tối, phi công Francisco Javier Lerdo de Tejada và phi hành đoàn nhận thấy một dãy ánh đèn màu đỏ đang tiến nhanh đến chỗ máy bay. Những ánh đèn này dường như đang trong quá trình va chạm với máy bay, báo động cho phi hành đoàn. Cơ trưởng yêu cầu thông tin về nguồn sáng không thể giải thích được, nhưng ngay cả radar quân sự của Torrejón de Ardoz (Madrid) và trung tâm điều hành bay ở Barcelona đều không thể đưa ra bất kỳ lời giải thích nào cho hiện tượng này.
Để tránh va chạm có thể xảy ra, cơ trưởng đã thay đổi độ cao. Tuy nhiên, ánh sáng phản chiếu hành trình mới và nằm cách máy bay khoảng nửa km. Vì vật thể này vi phạm tất cả các quy tắc an toàn cơ bản và phi hành đoàn cho rằng hành động lẩn tránh là không thể, cơ trưởng quyết định đi chệch hướng và hạ cánh khẩn cấp xuống sân bay Manises. Đây là lần đầu tiên trong lịch sử, một chuyến bay thương mại buộc phải hạ cánh khẩn cấp vì UFO.
Tổ bay báo cáo ánh đèn từ bỏ cuộc truy đuổi ngay trước khi hạ cánh diễn ra. Tuy nhiên, ba tín hiệu UFO mới bị radar phát hiện, mỗi tín hiệu có đường kính ước tính khoảng 200 mét. Một số nhân chứng còn tận mắt chứng kiến các vật thể này. Một trong những UFO bay qua rất gần đường băng của sân bay và các phi hành đoàn trên mặt đất liền bật đèn khẩn cấp trong trường hợp vật thể đó là một chuyến bay chưa đăng ký gặp khó khăn.
Do không có câu trả lời cho tất cả các nỗ lực liên lạc, một chiếc Mirage F-1 đã cất cánh từ căn cứ không quân Los Llanos (Albacete) gần đó để xác định hiện tượng. Phi công, Đại úy Không quân Tây Ban Nha Fernando Cámara, đã phải tăng tốc độ lên 1,4 mach chỉ để có thể tiếp xúc trực quan với thứ mà anh cho là hình nón cụt hiển thị màu sáng thay đổi, nhưng bất chấp những nỗ lực ban đầu, vật thể vẫn nhanh chóng biến mất khỏi tầm mắt. Phi công nhận được thông báo về một tiếng vọng radar mới, cho thấy rằng một vật thể khác có thể đang ở gần Sagunto (Valencia).
Khi phi công đến đủ gần, vật thể tăng tốc và biến mất một lần nữa. Tuy nhiên, lần này, UFO dường như phản ứng lại và máy bay chiến đấu bị xáo trộn hệ thống điện tử hàng không - hệ thống bay điện tử của nó bị nhiễu và hệ thống cảnh báo trên máy bay của F-1 đã báo động Đại úy Cámara như thể ông đang bị radar tên lửa sóng liên tục khóa chặt. Cuối cùng, và sau lần tiếp xúc thứ ba, UFO cuối cùng đã biến mất, hướng đến châu Phi. Sau một giờ rưỡi truy đuổi, và do thiếu nhiên liệu, phi công buộc phải quay trở lại căn cứ mà không có kết quả.

## Giải thích
Tác động công khai của vụ việc đến mức vào tháng 9 năm 1980, tin tức đến được Cortes Generales (Quốc hội Tây Ban Nha). Dân biểu Thượng viện Enrique Múgica Herzog đã công khai đề nghị lời giải thích chính thức, nhưng trường hợp nhìn thấy UFO này đã bị bác bỏ và vụ việc được cho là do một loạt ảo ảnh quang học kỳ quái gây nên.
Báo cáo chính thức đầy đủ, được Không quân Tây Ban Nha giải mật vào tháng 8 năm 1994, nói rằng phi công lái chiếc Supercaravelle JK-297 là Javier Saenz de Tejada, phi hành đoàn hạ cánh tại sân bay Manises và Đại úy Không quân Fernando Cámara có thể đã bị đánh lừa bởi "thứ ánh sáng nhấp nháy phát ra từ một khu liên hợp công nghiệp hóa học xa xôi" (cách Manises chừng 100 dặm) "và một số ngôi sao và các hành tinh". Mặc dù khả năng này đã được tranh luận nhiều và bị tất cả mọi người liên quan bác bỏ liên tục, nhưng đây là lời giải thích duy nhất không liên quan đến UFO.
Những khó khăn trên chuyến bay mà máy bay chiến đấu gặp phải không được đề cập trong thông cáo công khai. Tuy nhiên, lỗi hệ thống điện tử trên máy bay Mirage F-1 có thể được giải thích là do Hạm đội 6 Hoa Kỳ đóng quân trong khu vực và đang sử dụng thiết bị tác chiến điện tử cực mạnh trong khi chờ đợi kết quả từ vụ khủng hoảng con tin Iran. Phi công chiến đấu F-1, Fernando Cámara, đã bác bỏ khả năng như vậy và nói rằng Hạm đội 6 ở quá xa và hơn nữa hệ thống của mình bị chập chờn khi anh ta cố gắng ngăn chặn UFO bằng loại tên lửa IR.